# Amplovalvata valareslebensis
Amplovalvata valareslebensis is een uitgestorven slakkensoort uit de familie van de Valvatidae. De wetenschappelijke naam van de soort werd voor het eerst geldig gepubliceerd in 1967 door Huckriede.